# Bószózoku

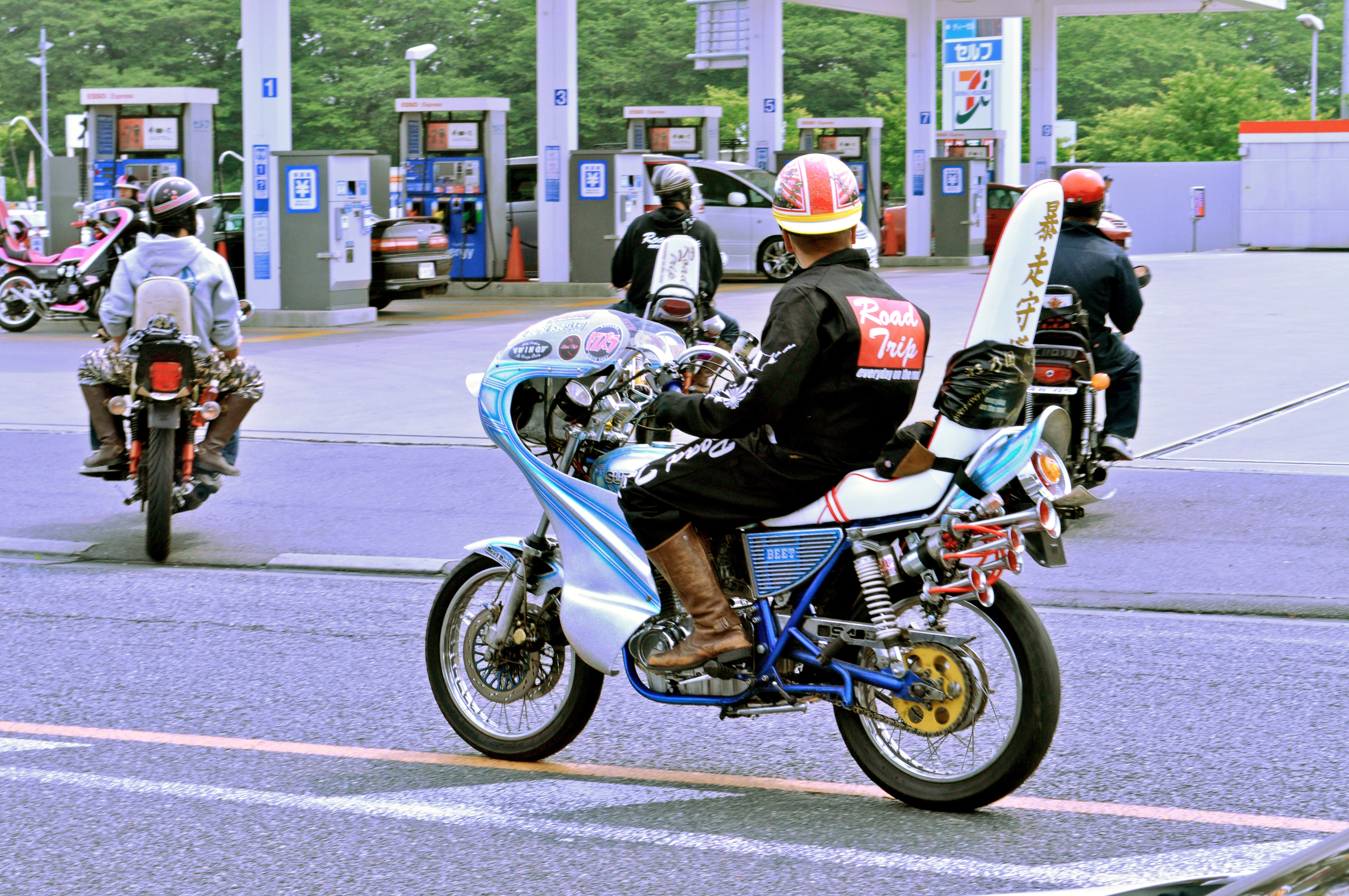
Japán fiatalok tuningolt motorkerékpárokkal

Bószózoku (暴走族), megközelítő fordítása „erőszakos száguldó klán”, egy japán ifjúsági szubkultúra, amely a testre szabott motorkerékpárokhoz kötődik. Az ilyen típusú motorosbandák először az 1950-es években jelentek meg. Népszerűségük az 1980-as és 1990-es évek során egyre nőtt, és 1982-ben a becslések szerint 42 510 tagot számláltak. A 2000-es években számuk drámaian visszaesett, 2012-ben már kevesebb mint 7297 tagjuk volt. 2020-ban később egy korábban több ezer tagot vonzó Bószózoku rallyn már csak 53 tag volt, a rendőrség pedig azt nyilatkozta, hogy régen nem kellett ennyi embert összeterelniük.
A Bószózoku stílust követő tag hagyományosan a kétkezi munkásokéhoz hasonló bojlerruhát vagy katonai bőrdzsekit hord, bő nadrággal és magas csizmával. Ez az egyenruha tokkó-fuku (特攻服, "különleges támadó ruházat") néven vált ismertté, és gyakran kandzsi feliratokkal díszítik. Ennek az egyenruhának tipikus tartozékai a hacsimaki, a sebészeti maszkok és a Felkelő Nap zászlót ábrázoló tapaszok. A Bószózoku tagjai arról ismertek, hogy japán országúti motorkerékpárokat vesznek, és olyan módosításokkal látnak el, mint például túlméretezett burkolatok, befelé tolódó, megemelt kormány, nagy üléstámlák, extravagáns festések és módosított kipufogók. A Bószózoku stílusa a chopperekből, a greaserekből és a Teddy boysból merít ihletet.

## Története
A Bószózoku először a II. világháborús veteránok visszatérő csoportjaiként indult. Az engedetlen szubkultúra az 1950-es években alakult ki, amikor a fiatal pilóták visszatértek a II. világháborúból. Sok veteránnak nehézséget okozott a háború után a társadalomba való visszailleszkedés, és néhányan az egyedi autókészítéshez és a városi utcákon folytatott bandaszerű tevékenységekhez fordultak, hogy adrenalinhoz jussanak. Ezek a korai Bószózokuk az amerikai greaser kultúrából és az importált westernfilmekből merítettek ihletet; a Bószózoku a régi amerikai motoros kultúrával való sok hasonlóságáról vált ismertté. Sok fiatalabb egyén kezdte nagyon vonzónak találni ezt az életstílust, különösen a változást kereső, marginalizált egyének. Végül ezek a fiatalok vették át az identitást, és ezzel megalapozták a modern Bószózokut.
Az 1970-es években kezdett először igazán kialakulni a bószózoku kifejezés. Ezt az időszakot a rendőrség és számos ilyen ifjúsági csoport közötti tényleges zavargások jellemezték. A bószózoku kifejezést valójában nem ezek a motoros csoportok alkották meg, de végül széles körben elfogadták és használták a különböző csoportok. Az 1980-as és 1990-es években a bószózoku gyakran indult tömeges túrákra, amelyek során akár 100 motoros is lassan, tömegesen cirkált együtt egy gyorsforgalmi úton vagy főútvonalon. A motorosok megállás nélkül áthajtottak a fizetőkapukon, és figyelmen kívül hagyták a rendőrök feltartóztatási kísérleteit. A szilveszter volt a tömeges motorozás népszerű alkalma. A motorosok néha összetörték az autókat, és megfenyegették vagy megverték azokat az autósokat vagy járókelőket, akik útban voltak, vagy rosszallásukat fejezték ki a motorosok viselkedése miatt. A bandákban való részvétel 1982-ben érte el a 42 510 fős csúcsot. Ez tette a bószózokut a fiatalkori bűnözés uralkodó formájává Japánban.
A számok az 1980-as évekbeli csúcsot követően lassan csökkenni kezdtek. A jelentések szerint az 1990-es évekre körülbelül 28 000 bószózoku volt szétszórva az országban. 2004-ben a japán kormány egy felülvizsgált közúti közlekedési törvényt fogadott el, amely nagyobb hatalmat adott a rendőrségnek a csoportosan, felelőtlenül motorozó motorosok letartóztatására. A bószózokuknak nem volt több joguk. A megnövekedett letartóztatások és büntetőeljárások miatt a bószózoku részvétele gyorsan csökkent. A rendőrség 2010-ben arról számolt be, hogy a bószózoku új trendje az volt, hogy sokkal kisebb csoportokban tekernek együtt, és erősen átalakított motorkerékpárok helyett robogókkal közlekednek. A jelentések szerint Aicsi prefektúrában volt a legtöbb motoros, majd Tokió, Oszaka, Ibaraki és Fukoka következett. 2015-ben már csak 6771 aktív bószózoku tag volt Japán-szerte. 2013-ban a Nemzeti Rendőrségi Ügynökség a bószózoku motoros bandákat "pszeudo-jakuza" szervezeteknek minősítette át.